# Marty McFly
(Marty McFly mentre viene insultato da uno dei Tannen con la parola "fifone")
Martin "Marty" Seamus McFly Sr. è un personaggio immaginario creato da Bob Gale e Robert Zemeckis e protagonista della trilogia cinematografica Ritorno al futuro, dell'omonima serie animata e del videogioco Back to the Future: The Game, interpretato dall'attore Michael J. Fox nei film, doppiato da David Kaufman nella serie animata e da A. J. Locascio nel videogioco.
Amico inseparabile del dottor Emmett "Doc" Brown, Marty è un adolescente sicuro di sé, coraggioso e intraprendente, anche se si caccia sempre nei guai. Vive nell'immaginaria città di Hill Valley, frequenta il liceo e sogna di diventare una rock star. Diventa accidentalmente un viaggiatore del tempo e altera la storia dopo che il suo amico scienziato Doc ha inventato una DeLorean come macchina del tempo. 
I critici hanno descritto Marty McFly come un'icona della cultura popolare e uno dei personaggi cinematografici che hanno definito gli anni '80. Nel 2020, è stato nominato come il 12° più grande personaggio cinematografico di tutti i tempi dalla rivista Empire.

## Biografia del personaggio

Albero genealogico del personaggio.

Martin Seamus McFly, detto Marty, è nato il 12 giugno 1968 a Hill Valley, in California, da una famiglia di origini irlandesi emigrata negli Stati Uniti nella seconda metà del XIX secolo. Nel 1985, all'età di 17 anni, vive con i genitori George McFly e Lorraine Baines, il fratello Dave e la sorella Linda, entrambi più grandi di lui. Frequenta il liceo di Hill Valley.
Marty non è particolarmente felice della sua vita familiare. Suo padre George è fifone, disfattista e si lascia prendere in giro da Biff Tannen, il suo capoufficio che lo ha dominato sin dall'adolescenza. Sua madre Lorraine è un'alcolizzata che sopravvive alla sua miseria rimuginando sul passato. Suo fratello maggiore, lavoratore in un fast food, sembra seguire le stesse orme del padre, mentre sua sorella non è molto attraente e non è molto simpatica. 
Appassionato di rock, gli piace suonare la chitarra elettrica ed è membro di una band musicale, i Pinheads. I suoi artisti preferiti sono i Van Halen, gli Huey Lewis and the News ed i Tom Petty and the Heartbreakers. Non sembra molto diligente in classe (4 ritardi in 5 giorni, come gli ha fatto notare Strickland, il preside della scuola). È uno skateboarder di talento, che spesso si aggrappa al retro dei veicoli per guadagnare velocità quando è in ritardo per la scuola o quando viene inseguito dai suoi nemici. Dimostra anche di essere un eccellente tiratore, un'abilità che ha affinato giocando a giochi di tiro come Wild Gunman.
Sebbene a volte pigro e spesso ritardatario, Marty è anche gentile, coraggioso, sensibile e di buon cuore. Quando si trova di fronte a una circostanza difficile, Marty usa spesso la frase ad effetto "Qui andiamo sul pesante!" ed è anche molto permaloso, in quanto ciò che lo fa arrabbiare di più è sentirsi etichettare come "fifone" o "codardo", offesa che ogni volta gli fa provare un profondo desiderio di dimostrare il contrario alla persona che lo ha chiamato così. Il suo più grande difetto è infatti la sua ossessione nel voler dimostrare agli altri che non è un codardo, cosa che lo porta a correre rischi inutili.
Sentendosi raccontare dal trisnonno Seamus riguardo ad un suo fratello di cui Marty stesso ignorava l'esistenza, che a causa del suo stesso atteggiamento orgoglioso ed intollerante perderà la vita, Marty imparerà la lezione e declinerà le future sfide, cosa che gli consentirà di evitare anche l'incidente stradale con la Rolls Royce nel 1985 ed il suo licenziamento nel 2015 (il fax che si cancella tra le mani di Jennifer). 
Ha una fidanzata, Jennifer Parker, sua coetanea, che frequenta la sua stessa scuola a Hill Valley; nel futuro del 2015, Jennifer e Marty sono sposati e hanno due figli, Marty Jr. e Marlene McFly.
Il suo migliore amico è lo stravagante scienziato Emmett Brown, che Marty chiama amichevolmente "Doc"; i due viaggeranno insieme nel tempo e si troveranno a fare amicizia in diverse epoche storiche.
I suoi avversari nelle varie epoche sono Biff Tannen e i suoi parenti, tra i quali Buford "Cane Pazzo" Tannen e Griff Tannen.

### L'incontro con Doc
Come ha spiegato Bob Gale, co-sceneggiatore della trilogia originale e del videogame Back to the Future: The Game, per anni a Marty venne detto dai genitori che Doc Brown era pericoloso e pazzo, quindi di stargli alla larga. All'età di 13 o 14 anni (1981-1982), vinto dalla curiosità, Marty decise di scoprire perché Doc era considerato pericoloso, quindi si intrufolò di nascosto nel laboratorio dello scienziato e rimase affascinato da tutte le cose interessanti che vi trovò. Quando Doc lo trovò lì, fu felicissimo di scoprire che Marty pensava che fosse a posto e che lo accettava per quello che era, in quanto entrambi erano la pecora nera nei rispettivi ambienti. Doc offrì così a Marty un lavoretto part-time per aiutarlo con gli esperimenti, occuparsi del laboratorio, del suo cane Einstein, ecc.

## Concezione e sviluppo

### Interpreti
Per il ruolo di Marty la prima scelta fin dall'inizio fu Michael J. Fox, il quale all'epoca era però già impegnato con le riprese di Casa Keaton. Vennero quindi presi in considerazione C. Thomas Howell, Ralph Macchio, Jon Cryer, Ben Stiller, John Cusack, Johnny Depp, Corey Hart ed Eric Stoltz, scegliendo infine quest'ultimo, che fu però licenziato dopo 6 settimane di riprese; Zemeckis affermò che Stoltz, fisicamente molto simile a Fox, aveva la stoffa per recitare nel film, ma mancava di quell'ironia che il regista andava cercando. Fox, nel frattempo, aveva manifestato la propria disponibilità ed ottenne il ruolo, iniziando da quel momento a dividersi tra il set di Ritorno al futuro e quello di Casa Keaton. In alcune scene, come quella dei libici all'inseguimento di Marty, si sono potute riutilizzare alcune sequenze in precedenza girate con Stoltz, non riconoscibile in inquadrature distanti, di spalle o molto dinamiche.

### Doppiaggio Italiano
In italiano Marty McFly è stato doppiato da Teo Bellia nel primo film e da Sandro Acerbo nel secondo e terzo episodio e ne I Griffin stagione 4 episodio 16 e stagione 7 episodio 9; nel cartone è stato doppiato da Luigi Rosa; nel videogioco LEGO Dimensions è stato doppiato da Simone Lupinacci, mentre nel videogioco Back to the Future: The Game è doppiato, anche in inglese, da A.J. LoCascio.

## Accoglienza

### Influenza culturale
- A lui si è ispirata una band inglese, i McFly.
- La Nike ha prodotto le calzature Nike Mag sul modello delle scarpe che si allacciano da sole indossate da Marty in Ritorno al Futuro - parte II.[6]
- Il personaggio viene menzionato nella serie TV fantasy C'era una volta, nell'episodio 3x21 Il corso degli eventi. Quando la protagonista Emma Swan e Capitan Uncino si ritrovano intrappolati nel passato, il pirata domanda se la ragazza abbia un'idea su come tornare nel futuro ed Emma risponde: «Come lo trovo un modo per tornare nel futuro, chi sono, Marty McFly?».

## Altri media
Nonostante non ci sia mai stato un seguito alla trilogia originale, l'attore Michael J. Fox è tornato ad interpretare il personaggio di Marty McFly altre tre volte nel corso degli anni: la prima volta che l'attore è tornato a vestire i panni del noto personaggio è stato il 21 ottobre 2015 al Jimmy Kimmel Live!, dove sia lui che Christopher Lloyd sono tornati ad interpretare i rispettivi personaggi facendo una speciale apparizione per celebrare il giorno in cui Marty e Doc sono arrivati nel futuro nella Parte II. Lo stesso anno, Fox ha doppiato il suo personaggio nel videogame LEGO Dimensions. Nel 2020, l'attore è tornato ad interpretare Marty facendo un cameo nel teaser trailer del video del singolo Holiday di Lil Nas X; nel breve trailer, ambientato nel vecchio west, Marty, vestito come nella Parte III, dice a Nas, che è appena partito a bordo di una slitta verso un portale temporale: «Qualunque cosa tu faccia, Nas, non andare nel 2020!».